# Židé v Rusku

Poloha Ruské federace (zeleně) v rámci Eurasie.

Pojem Židé v Rusku, respektive dějiny Židů v Rusku, případně ruští Židé, označuje historický vývoj židovské populace na území Ruska a zemí s Ruskem historicky spjatých. Dějiny židovského osídlení sahají 1 500 let do minulosti. Židé v dějinách Ruska odedávna tvořili velkou náboženskou diasporu a na rozlehlém území Ruského impéria svého času žila největší populace Židů na světě. Pojem zahrnuje také židovské obyvatelstvo na území států někdejšího Sovětského svazu, zejména pak země se silnou židovskou menšinou (Bělorusko, Ukrajina, Litva).
Na většině ruských území se usazovaly zejména aškenázské komunity, které následně rozvinuly mnoho vlastních židovských náboženských i kulturních tradic. Právě tak ale byly vystavovány obdobím protižidovských diskriminačních opatření a perzekuce. Největší skupinu ruských Židů tvoří vlastní aškenázští Židé, ale existuje řada významných neaškenázských skupin z jiných oblastí diaspory, včetně horských Židů, sefardských Židů, krymských Karaitů, Krymčáků, a bucharských či gruzínských Židů.

## Historie

### Nejstarší dějiny
Tradice a legendy příchod Židů do Arménie a Gruzie spojují s deseti ztracenými kmeny (kolem roku 722 př. n. l.) nebo také s babylonským zajetím (586 př. n. l.). Doložené údaje o židovském osídlení v této oblasti pocházejí z helénského období (srov. heslo Židé v Gruzii). Zbytky staveb či nápisy na náhrobcích svědčí o přítomnosti významných židovských obcí v řeckých koloniích na pobřeží Černého moře, např. Chersonésos u Sevastopolu a Pantikapaion v místech dnešní Kerči (srov. heslo Krymčáci a Karaité), které však tehdy ještě nebyly součástí dnešního Ruska. V důsledku pronásledování v Byzantské říši uprchlo mnoho Židů do těchto obcí.
V době římsko-perských válek v 7. století emigrovalo mnoho Židů do kavkazských oblastí, kteří ovšem udržovali styk s centry židovské učenosti v Babylonii a Persii (srov. heslo Horští Židé). Od raného středověku cestovali židovští obchodníci po městech podél Hedvábné stezky a dostali se až do Indie a Číny. Obchodovali s otroky, látkami a textilem, kožešinami, kořením a zbraněmi. Ve středověké hebrejské literatuře je tato oblast označována jako Erec Kena'an (země Kanaánská).

### Na ruském území
Přítomnost Židů v evropské části Ruska sahá do 7.–14. století. V dobách Kyjevské Rusi 11. a 12. století byla židovská komunita nucena obývat oddělenou čtvrť.
Přítomnost Židů v Moskevském velkoknížectví je poprvé doložena v kronice z roku 1471.
Za vlády Kateřiny II. v 18. století byly Židům v Rusku vymezeny tzv. zóny osídlení, konkrétní území, kde Židé směli žít a kam se směli stěhovat.
Za vlády Alexandra III. se protižidovská politika ještě vystupňovala. Od počátku v 80. let 19. století se na několik desetiletí na různých místech po celém Rusku vzedmula vlna protižidovských pogromů. V letech 1880 až 1920 přes dva miliony Židů uprchlo z Ruska, většinou do USA a do Palestiny, tedy na území dnešního státu Izrael.